# Parigi-Tours 2004
La Parigi-Tours 2004, novantottesima edizione della corsa e valevole come prova della Coppa del mondo 2004, si svolse il 10 ottobre 2004, per un percorso totale di 252,5 km. Fu vinta dall'olandese Erik Dekker, al traguardo con il tempo di 5h33'03" alla media di 45.489  km/h.
Al traguardo di Tours 156 ciclisti portarono a termine la gara.

## Squadre e corridori partecipanti
| N.      | Cod. | Squadra                           |
| ------- | ---- | --------------------------------- |
| 1-8     | GST  | Gerolsteiner                      |
| 11-18   | TMO  | T-Mobile Team                     |
| 21-28   | RAB  | Rabobank                          |
| 31-38   | FAS  | Fassa Bortolo                     |
| 41-48   | LOT  | Lotto-Domo                        |
| 51-58   | QSD  | Quick Step-Davitamon              |
| 61-68   | CSC  | Team CSC                          |
| 71-78   | USP  | US Postal Service p/b Berry Floor |
| 81-88   | SAE  | Saeco Macchine per Caffè          |
| 91-98   | COF  | Cofidis, le Crédit par Téléphone  |
| 101-108 | LAM  | Lampre                            |
| 111-118 | PHO  | Phonak Hearing Systems            |
| 121-128 | LST  | Liberty Seguros                   |

| N.      | Cod. | Squadra                  |
| ------- | ---- | ------------------------ |
| 131-138 | EUS  | Euskaltel-Euskadi        |
| 141-148 | ALB  | Alessio-Bianchi          |
| 151-158 | BLB  | Brioches La Boulangère   |
| 161-168 | FDJ  | fdjeux.com               |
| 171-178 | CHO  | Chocolade Jacques-Wincor |
| 181-188 | IBB  | Illes Balears-Banesto    |
| 191-198 | C.A  | Crédit Agricole          |
| 201-208 | SDV  | Saunier Duval-Prodir     |
| 211-218 | A2R  | AG2R Prévoyance          |
| 221-228 | MRB  | Mr Bookmaker.com-Palmans |
| 231-238 | RAG  | RAGT Semences-MG Rover   |
| 241-248 | DVE  | Domina Vacanze           |

## Ordine d'arrivo (Top 10)
| Pos. | Corridore        | Squadra         | Tempo    |
| ---- | ---------------- | --------------- | -------- |
| 1    | Erik Dekker      | Rabobank        | 5h33'03" |
| 2    | Danilo Hondo     | Gerolsteiner    | s.t.     |
| 3    | Óscar Freire     | Rabobank        | s.t.     |
| 4    | Allan Davis      | Liberty Seguros | s.t.     |
| 5    | Stuart O'Grady   | Cofidis         | s.t.     |
| 6    | Paolo Bettini    | Quick Step      | s.t.     |
| 7    | Matthias Kessler | T-Mobile Team   | s.t.     |
| 8    | Uroš Murn        | Phonak          | s.t.     |
| 9    | Jaan Kirsipuu    | AG2R Prév.      | s.t.     |
| 10   | Eddy Mazzoleni   | Saeco           | s.t.     |